# Многотомный архив
Многотомный архив — архив компьютерных данных, состоящий из нескольких частей — томов.
Утилиты сжатия (архиваторы), позволяющие создавать многотомные архивы, предоставляют ряд преимуществ, прежде всего, это возможность передавать целостный архив по частям, так как каждая часть доступна как отдельный файл. В случае повреждения только одного тома потребуется закачать только этот том, а не все тома архива, кроме того, с помощью особых томов для восстановления, которые, например, предусматриваются архиватором RAR, можно воссоздавать любые повреждённые или вовсе отсутствующие тома многотомного архива. 
Пользователю предоставляется возможность указать желаемый размер томов, благодаря чему можно создавать тома, подходящие по размеру под съёмные накопители, например, можно создать архив с разбиением на тома по 700 МБ для записи на компакт-диски; в ряде архиваторов поддерживается режим автоматического определения размеров томов при архивировании непосредственно на сменные носители (когда заканчивается место на одном носителе, архивирование продолжается на следующем — и так пока не будет создан весь архив). Другой распространённый пример применения многотомных архивов связан с электронной почтой: например, почтовый сервер может позволять прикреплять к письму по нескольку файлов, но ограничивает размер каждого файла (и тогда пользователь прикрепляет несколько файлов многотомного архива), либо есть ограничение на размер сообщения (и тогда пользователь отправляет несколько сообщений с отдельными томами). 
Среди архиваторов с поддержкой томов — RAR, ARJ, 7-Zip, PeaZip, в утилите tar для создания многотомных архивов используется ключ -M.